# Joaquim Mandado i Rossell
Joaquim Mandado i Rossell, també conegut com a Quim Mandado, (la Jonquera, 7 d'abril de 1961) és un músic català, fundador, primer com a baix i després com a cantant, del grup de hard rock i heavy metal, Sangtraït, amb reminiscències fantàstiques i medievals, de la Jonquera (Catalunya), molt diferent dels altres grups de la seva generació, format l'any 1982. Va assolir una gran popularitat a finals dels vuitanta i durant els anys noranta, gràcies a cançons com El vol de l'home ocell, Somnis entre boires o Els senyors de les pedres. El grup es va dissoldre el 20 de desembre de 2001 en un concert de comiat a la sala Razzmatazz de Barcelona.

## Biografia
Durant l'estiu de 1979 en Quim Mandado, al despatx de casa seva al bell mig de la Jonquera, va començar a tocar el piano i en Josep M. Corominas el seguia amb una guitarra catalana. Els dos havien crescut junts, tenien 17 anys i aficions musicals similars, l'un el blues i l'altre el rock.
El blues va enganxant en el futur d'en Quim, que no va desaprofitar cap moment lliure per tocar totes aquelles cançons que escoltava. A casa, les reunions es van anar engrandint amb nombre d'assistents. Corominas no va trigar a incorporar a la seva guitarra un amplificador de fabricació casolana fet amb altaveus de cotxe i una pastilla aprofitada.
Per completar aquelles sessions de rock & roll es van afegir la Lupe, en Papa-Juls, en Xavi Rodríguez i un primer bateria d'origen francès anomenat Patrick. Feien molt blues i alguna cançó dels Beatles.
Atès que l'instrumental que tenien no donava massa de si i calien diners per comprar un equip més decent, se'ls va ocórrer fer-se bombers. Quim i Josep M. es van apuntar al Parc de Bombers de la Jonquera l'estiu de 1981. El primer baix se'l va poder comprar gràcies als diners estalviats fent de bomber. El seu primer baix va ser un Ibanez Roadstar II.
Després d'uns quants assajos intensius es bategen com Los Bomberos Atómicos i es van estrenar en públic a Campmany, molt a prop de la Jonquera. Los Bomberos Atómicos ja era l'autèntic embrió de Sangtraït; Lupe cantava i tocava la guitarra, Quim tocava el baix, i Corominas (àlies Cor) l'altra guitarra. El quintet el completaven Xavier Rodríguez als teclats i el seu germà Víctor a la bateria.
L'últim concert de Sangtraït va tenir lloc el 20 de desembre de 2001 a la Sala Razzmatazz de Barcelona. Sangtraït es va reunir per últim cop el 5 de setembre de l'any 2002 a la Sala Mephisto de Barcelona per signar autògrafs, fer-se fotografies amb fanàtics i per presentar el que seria el seu últim disc, L'Últim Concert, amb dos CD's i un DVD amb tot el concert gravat i editat.
L'any 2003 va iniciar carrera en solitari amb el disc Eclosió, publicat per Ariadna Records.
Mandado continua les activitats pedagògic-musicals i corals a la Jonquera. Des del 2014 dirigeix l'Orfeó de l'Empordà d'Avinyonet de Puigventós. En l'apartat discogràfic, el 2010 presenta, amb "Los Guardians del Pont", el disc Rockferatu, que ha estat nominat entre els cinc millors discos de heavy-metal de l'Estat espanyol pels Premis de la Música Independent (SGAE, Madrid). L'any 2013 "Los Guardians del Pont" presenten el disc Sancta Sanctorum, del 2013 al 2016 fan la gira per Catalunya, i cal destacar el festival internacional Rock Fest Barcelona 2015 i el festival Canet Rock 2016. L'any 2015 esdevé un dels cantants que acompanya "La Banda Impossible" en l'actuació al Canet Rock 2015.
"La Banda Impossible" és una agrupació que reuneix, en ocasions puntuals, músics com Gerard Quintana i Josep Thió (Sopa de Cabra) Joan Cardoner, Pemi Fortuny (Lax'n'Busto), Lluís Gavaldà i Joan Reig (Els Pets), Cris Juanico, Jofre Bardagí, Oriol Farré i Natxo Tarrés (Gossos). Els anys 2015 i 2016 té lloc la gira de l'espectacle Simfonia de les pedres i el vent (en homenatge a Sangtraït), amb el grup "Los Guardians del Pont" i l'Orquestra de Cambra de l'Empordà, presentat al Festival Acústica Figueres, al Teatre El Jardí i, més endavant, als auditoris de Girona, Terrassa, Llinars del Vallès, Roses, el Vendrell i Torelló, entre d'altres.
El 2017, "Los Guardians del Pont" van presentar el CD, que portava per títol Camí d'Hiperbòria.
LGP tenia previst tornar als escenaris a l'any 2020, però amb la mort del seu company Martín i amb la pandèmia del coronavirus es va acabar dissolent el grup.
Des de la mort de Martín Rodríguez, el seu company i baterista a LGP i a Sangtraït, no ha estat actiu a les xarxes socials i ha estat treballant de director de cant coral al municipi de La Jonquera.

## Quim Mandado
El 5 de març de 2023, Quim va sorprendre els seus seguidors en actualitzar el seu perfil de Facebook, inactiu des del juliol de 2018. Pocs dies després va anunciar que crearia una banda anomenada Quim Mandado. Amb la gran peculiaritat de que els fills de Quim (Guillem Mandado i Ferran Mandado) toquen amb ell, juntament amb el guitarrista Joan Cardoner, amb el que abans ja havia col·laborat amb ell a LGP.
L’estrena de la nova banda va tenir lloc el 3 de juny de 2023 a La Grange de Manlleu, on es van vendre totes les entrades. La gira va seguir per Castellserà al 2 de juliol on van tocar davant de més de 500 espectadors.

## Alguns inspiradors[calcitació]
- Innuendo-Queen
- Afterburner-ZZ Top
- 1987-Whitesnake.
- Joe Satriani
- Van Halen
- Led Zeppelin
- Gary Moore

## Discografia

### Àlbums
- Els senyors de les pedres (1988)[18]
- Terra de vents (1990)
- L'últim segell (1991)
- Al Palau Sant Jordi (1992)
- Contes i llegendes (1993)
- Eclipsi (1995)
- Noctambulus (1996)
- L'altre cantó del mirall (1999)
- L'últim concert (2002)
- Vídeos, concerts i rock & roll (DVD, 2002)
- Eclosió (2003)
- Entre amics (2003)
- Crits de silenci (2005)
- Rockferatu (2010)
- Sancta Sanctorum (2013)
- Camí d'Hiperbòria (2017)

### Altres gravacions
- Neu: Balada cantada per Lupe Villar al recopilatori Tocats del Nadal. (Picap 1988).
- Ciutats!: Participació en el disc en directe de la Companyia Elèctrica Dharma 20 anys, gravat en directe al Palau Sant Jordi. (Picap 1994).
- Foc d'amor: Versió del tema Burning Love d'Elvis Presley per al recopilatori Tribut al Rei. (Picap 1997).
- És inútil continuar: Versió de Sau en l'homenatge de Carles Sabater el 27 d'abril de 1999, per al disc Concert Homenatge a Carles Sabater. (Picap 2000).

## Equipament
Quim Mandado ha utilitzat diversos baixos, la gran majoria són baixos amb circuiteria activa. Els baixos que es té reconeixement que són seus són:
- Ibanez Roadstar II
- Kramer Forum III
- Spector NS2
- Warwick Thumb
- Spector LX5
- Hartke Systems 4x10 Bass Cabinet

## Forma de tocar
Mandado toca la majoria del seu repertori amb els dits, però hi ha cançons que utilitza la pua per tocar (L'àlbum de Noctambulus el tocà sencer amb pua). Quan toca amb dits, no sol tocar gaire fort, a les gravacions no s'escolta gaire el cop de la corda en vers la pastilla del baix, i quan toca amb pua, utilitza la tècnica de pua alternada (donar cop de pua cap amunt i cap abaix).